# Yescrypt
yescrypt je kryptografická funkce pro odvození klíče z hesla (KDF) a kryptografická hašovací funkce. Je jedním z finalistů Password Hashing Competition (2013–2015) (ve které zvítězil Argon2). Vychází z algoritmu scrypt.
Tento algortmus byl vybrán jako výchozí pro hašování uživatelských hesel v linuxových distribucích Fedora 35 a Debian 11, kde je toto implementováno v knihovně libcrypt potažmo libxcrypt.